# Młode lwy (serial telewizyjny)
Młode lwy (ang. Young Lions, 2002) – australijski serial kryminalny stworzony przez Michaela Jenkinsa. Wyprodukowany przez Nine Network Australia.
Światowa premiera serialu miała miejsce 17 lipca 2002 roku na antenie Nine Network. Ostatni odcinek serialu został wyemitowany 18 grudnia 2002 roku. W Polsce serial nadawany jest na kanale Filmbox.

## Fabuła
Serial przedstawia losy czwórki młodych i ambitnych detektywów – Eddy’ego, Donny, Guido i Camerona, którzy pracują w South West na jednym z posterunków w Sydney.

## Obsada
- Alex Dimitriades jako Eddie Mercia
- Alexandra Davies jako Donna Parry
- Tom Long jako Guy „Guido” Martin
- Anna Lise Phillips jako Cameron Smart
- Penny Cook jako Sharon Kostas
- Katherine Slattery jako Madeleine Delaney
- Alan Cinis jako Phil Emerson